# Xã Lone Pine, Quận Itasca, Minnesota
Xã Lone Pine (tiếng Anh: Lone Pine Township) là một xã thuộc quận Itasca, tiểu bang Minnesota, Hoa Kỳ. Năm 2010, dân số của xã này là 410 người.